# Sydlig myrpiplärka
Sydlig myrpiplärka (Corythopis delalandi) är en fågel i familjen tyranner inom ordningen tättingar.

## Utseende och läte
Nordlig myrpiplärka är en liten tyrann med ett udda utseende, mer lik en liten trast eller en myrfågel i både utseende och beteende. I större delen av sitt utbredningsområde är den omisskännlig med olivbrun rygg, gul näbb, vitt på ansiktet och på buken samt svart bröst. Den skiljs från systerarten nordlig myrpiplärka genom ljusare och mindre olivgrön ovansida, med mer gräddvitt på haka och strupe. Sången är distinkt, en melodisk serie med explosiva "preeeh-prrrwee-prurr-prii". Även ljudliga näbbklappringar kan höras.

## Utbredning och systematik
Fågeln förekommer från södra Brasilien till östra Bolivia, östra Paraguay och nordöstra Argentina. Den behandlas som monotypisk, det vill säga att den inte delas in i några underarter.

### Familjetillhörighet
Arten placeras traditionellt i familjen tyranner. DNA-studier visar dock att Tyrannidae består av fem klader som skildes åt redan under oligocen,, varför vissa auktoriteter behandlar dem som egna familjer. Sydlig myrpiplärka med släktingar bryts då ut till familjen Pipromorphidae.

## Levnadssätt
Sydlig myrpiplärka hittas i fuktiga skogar och ungskog. Där ses den promenera på marken.

## Status och hot
Arten har ett stort utbredningsområde, men tros minska i antal, dock inte tillräckligt kraftigt för att den ska betraktas som hotad. Internationella naturvårdsunionen IUCN listar arten som livskraftig (LC).